# Sumformel
 For alternative betydninger, se Formel.
En sumformel (også kaldet en kemisk formel, bruttoformel eller molekylformel) er den skriftlige beskrivelse af sammensætningen af et kemisk stof. Sumformlen beskriver grundstofsammensætningen af en kemisk forbindelse og indeholder derfor både information om hvilke grundstoffer der indgår i forbindelsen samt antallet af hver enkel type grundstof. I sumformlen angives grundstoftypen med det kemiske symbol som efterfølges af et tal der angiver antallet af denne slags atomer.
Bemærk at en sumformel ikke altid entydigt identificerer et kemisk stof: Alle stoffer der består af de samme grundstoffer i de samme antal, for eksempel isomerer, vil have den samme sumformel. Sådanne stoffer kan kun skelnes fra hinanden ved at se på deres strukturformler.

## Eksempler
Eksempelvis er sumformlen for vand H2O, da der er to brintatomer (H) og et iltatom (O).
Mere kompliceret er for eksempel saltet Ca3(PO4)2 (calciumphosphat). Det lille tal uden for parentesen skal multipliceres med tallene inden i parentesen, således at molekylet består af 3 calcium-atomer, 2 phosphor-atomer og 8 ilt-atomer (O).